# Sirenum Fossae

Sirenum Fossae

Sirenum Fossae é uma fossa no quadrângulo de Memnonia em Marte, localizada a 34.9° latitude sul e 160.9° longitude oeste.  Sirenum Fossae possui 2,735 km de extensão e recebeu um nome clássico para formação de albedo.  Esses sulcos em Marte são chamados fossae. Acredita-se que Sirenum Fossae se formou por um movimento ao longo de um par de falhas fazendo com que a seção central entrasse em colapso. Esse tipo de formação é chamado de graben.

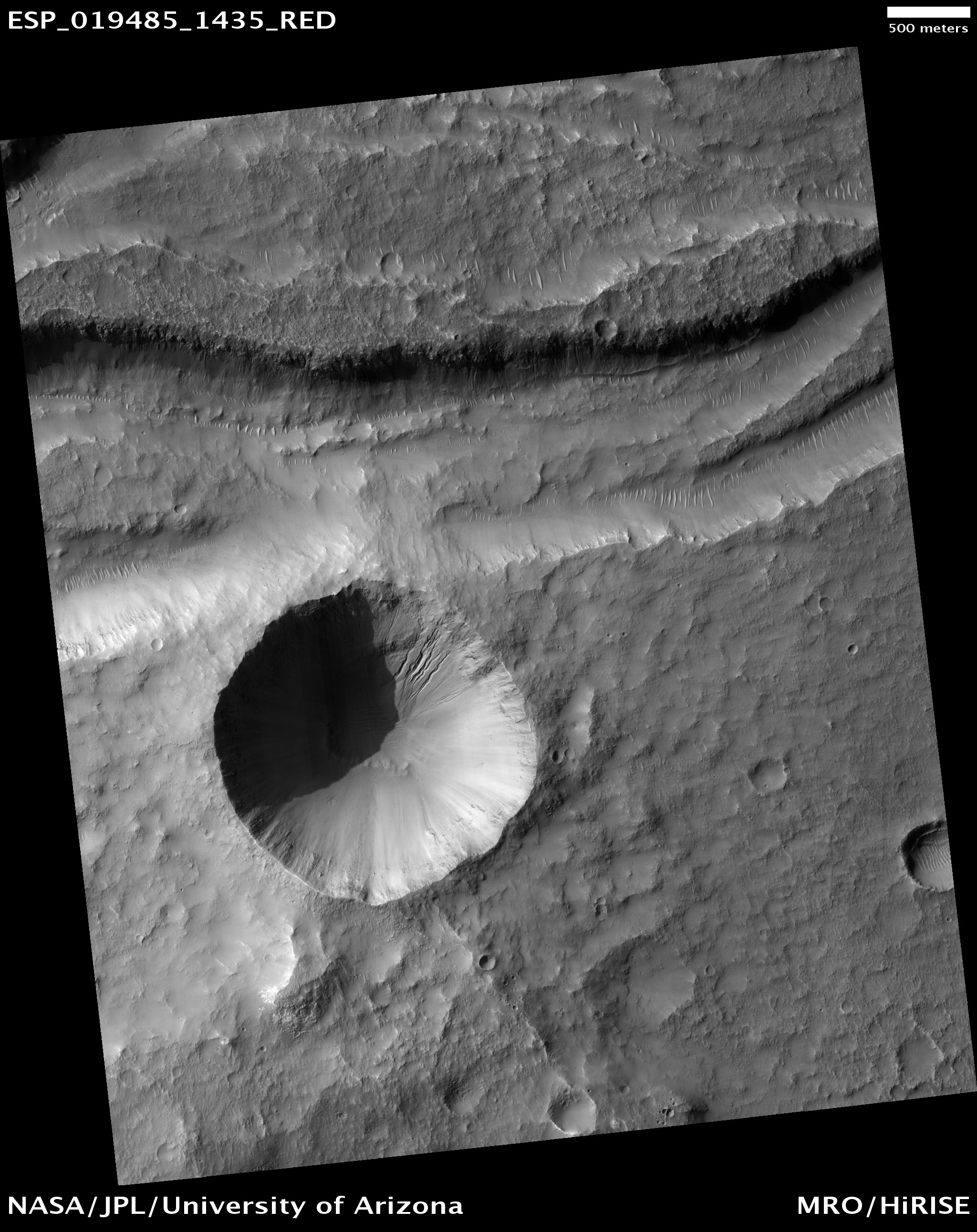
Ravinas em uma fossa e uma cratera próxima, visto pela HiRISE sob o programa HiWish. A escala é de 1:500 m.
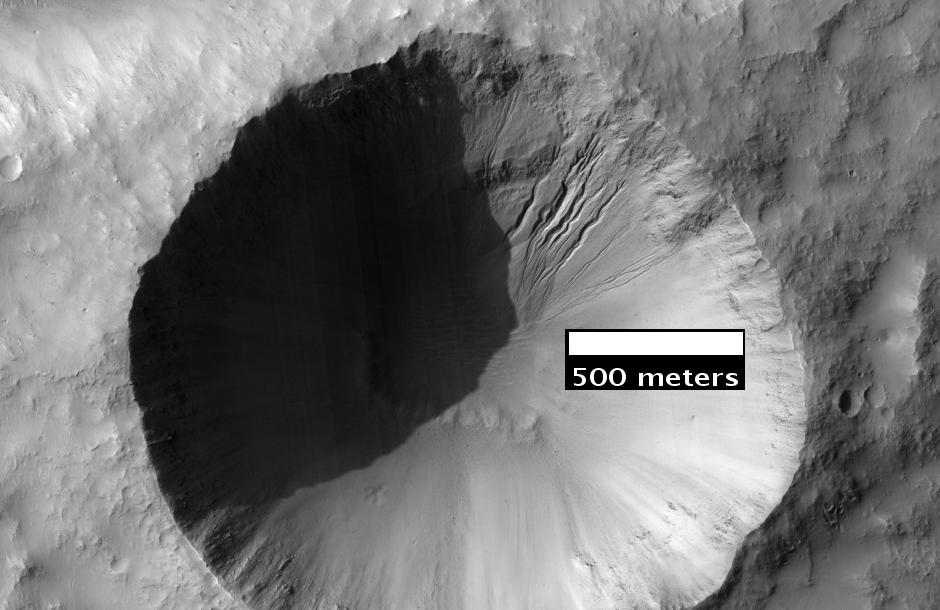
Imagem aproximada de ravinas em uma cratera, visto pela HiRISE sob o programa HiWish.
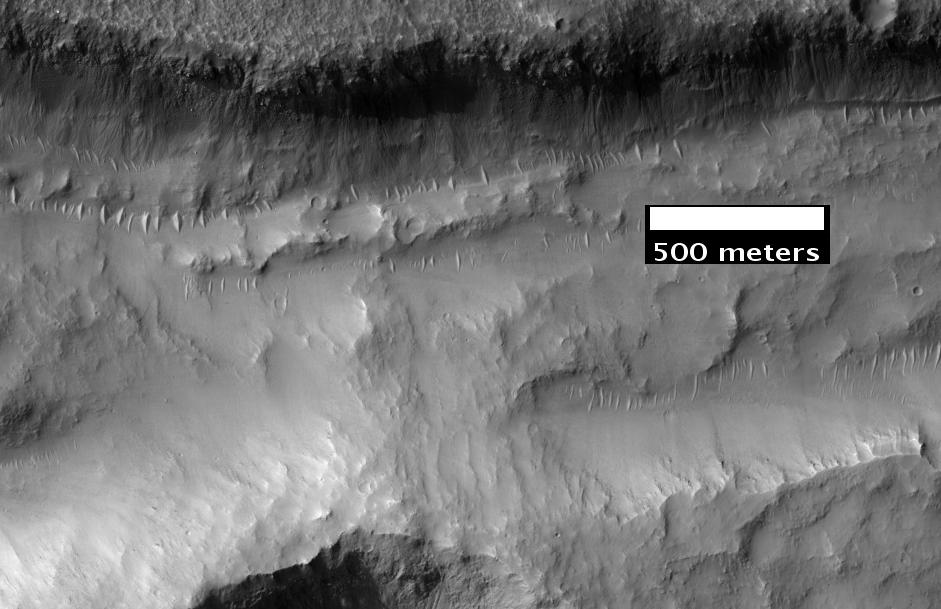
Imagem aproximada de barrancos em uma fossa, visto pela HiRISE sob o programa HiWish.  Estas são algumas das ravinas menores visíveis em Marte.